# Kolašin (stacja kolejowa)
Kolašin (czarn. Жељезничка станица Колашин, Željeznička stanica Kolašin) – stacja kolejowa w Kolašinie, w gminie Kolašin, w Czarnogórze.
Stacja znajduje się na ważnej magistrali Belgrad – Bar, we wschodniej części miasta.

## Linie kolejowe
- Linia Belgrad – Bar